# Павле Радић
Павле (Павао) Радић (Требарјево Десно, 10. јануар 1880 — Београд 20. јун 1928) био је хрватски посланик у Народној скупштини Краљевине Југославије. Био је синовац Антуна и Стјепана Радића.

## Биографија
Школовао се у Загребу и Прагу. Након завршене трговачке школе службовао је две године као помоћни учитељ, а затим се бавио задругарством. Прихватио је политичке идеје својих стричева и придружио се њиховој странци, и постао члан њеног руководства.
Као кандидат Хрватске републиканске сељачке странке (ХРСС) први пут је изабран за посланика у Народној скупштини Краљевине СХС, 1923. године у бањолучком округу. Поново је биран за посланика 1925. и 1927. године. Замењивао је стрица Стјепана Радића у вођењу странком, за време његовог боравка у иностранству 1923—1924. године, а затим и док се налазио у затвору 1925. године. По упутству Стјепана Радића, прочитао је у Народној скупштини 27. марта 1925. године, изјаву којом странка прихвата Видовдански устав и монархију. Након договора ХСС-а и Народне радикалне странке, улази у Владу 1925—1926. године као Министар аграрне реформе. Након преласка ХСС у опозицију ради као директор Савеза хрватских сељачких задруга.
Убијен у атентату у Народној скупштини у Београду 20. јуна 1928. године, када је посланик Пуниша Рачић из пиштоља пуцао на посланике ХСС-а.